# أرنون
أرنون هي إحدى القرى اللبنانية من قرى قضاء النبطية في محافظة النبطية.

## الموقع
تبعد أرنون 76 كلم عن العاصمة بيروت. ترتفع 590 عن سطح البحر، وتبلغ مساحتها مع مزرعة الحمى التي تتبع لها حوالي 587 هكتار، أي 6,5 كلم2.
تحدها بلدات مرجعيون - يحمر - زوطر الشرقية - كفرتبنيت ونهر الليطاني.

## التسمية
أرنون في اللغة تعني «تيس الجبل» وهي تسمية سريانية، وقد يكون اشتق اسمها من الجذر «ارن» الذي يفيد الخفة والسرعة».

## سكانها
يبلغ عدد سكانها حوالي 2800 نسمة، من بينهم 1800 ناخب.

## معالمها
تمتاز بقلعتها الشهيرة الشقيف، التي تعود إلى العهد الصليبي، والتي تعتبر من أجمل المناطق الأثرية في لبنان، والتي تشرف على فلسطين، غور الأردن وسوريا.
كما يوجد فيها مطعم واستراحة القلعة، وفندق ومسبح سياحي، يغذيان اقتصادها.

## أعلام
- برهان علوية
- فؤاد عجمي